# Lloyd Kaufman

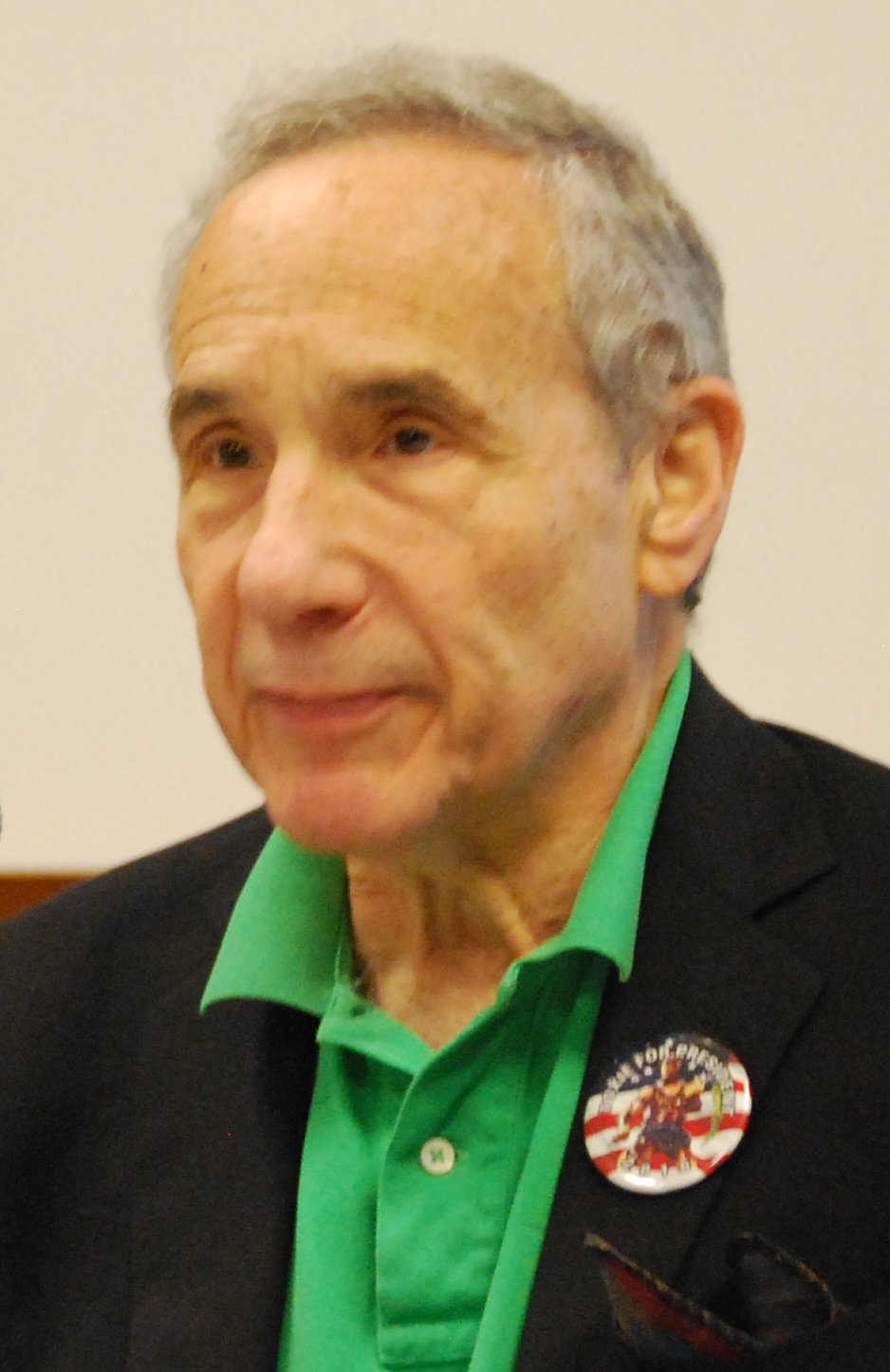
Lloyd Kaufman (2018)

Stanley Lloyd Kaufman Jr. (* 30. Dezember 1945 in New York City, New York) ist ein US-amerikanischer Produzent, Regisseur und Drehbuchautor von Independentfilmen sowie Schauspieler. Er hat seit Ende der 1960er Jahre bei über 50 Filmen Regie geführt und über 100 Filme produziert, vornehmlich für seine eigene auf Trash und Splatter abonnierte Low-Budget-Produktionsfirma Troma Entertainment. Sein wohl bekanntester Film ist Atomic Hero aus dem Jahr 1985. Neben seiner Tätigkeit hinter der Kamera tritt er auch sehr oft in kleinen Rollen als Darsteller in Erscheinung.

## Leben
Eigentlich wollte Lloyd Kaufman, Bruder des Horrorfilmregisseurs Charles Kaufman, lieber am Broadway arbeiten, als Filme zu produzieren. Roger Cormans B-Movies faszinierten ihn jedoch, und als er die Möglichkeit hatte, einen Kurzfilm für einen befreundeten Kommilitonen zu produzieren, wuchs sein Interesse am Film immer mehr. Kaufmann kaufte sich eine Kamera, fuhr in den Tschad und verbrachte dort den Sommer. Dort drehte er einen 15-Minuten-Film über eine Schweineschlachtung. Seine Familie zeigte sich bei der Vorführung geschockt über die Bilder; Kaufmann überlegte sich, ob Schocks die Zuschauer an die Kinosessel fesseln würde.
Mit einigen Freunden drehte er einen zweiten Film (1969). Die Leute mochten den Film, und so begab sich Kaufman nach Hollywood. Er arbeitete hart, um im Abspann genannt zu werden. Außerdem sparte er, damit er seinen nächsten Film produzieren konnte: eine abendfüllende Hommage an Harold Lloyd und Charlie Chaplin. Obwohl Kaufman mit dem Film nicht zufrieden war, mochte ihn das Publikum.
Zusammen mit Oliver Stone und Frank Vitale gründete er die Produktionsfirma 15th Street Films. Sie brachten u. a. Sugar Cookies und Cry Uncle, in dem Kaufman auch selber auftrat, auf den Markt. Nachdem Stone die Produktionsfirma 1973 verlassen hatte, brachte Kaufman Michael Herz ins Team. Der erste Film, den sie gemeinsam produzierten, wurde ein Flop und ruinierte die Firma.
Kaufman und Herz gründeten 1974 Troma Studios. Schon der erste Film – The Devine Obsession von 1976 – brachte sie aus der Verlustzone. Das nächste Projekt, der Film Hot Balls (1980), konnte erst im letzten Moment an den Mann gebracht werden und wurde ebenso zu einem Erfolg. In der Folgezeit wurden Erotikkomödien produziert. Schon bald merkte Kaufman jedoch, dass es an Komödien ein Überangebot gab. Er entschied sich, Lachen und Schocken zu kombinieren und produzierte 1985 Atomic Hero.
Bis heute hat Troma über 1000 Filme produziert und wurde als Trash-Fabrik bekannt. Kaufman betätigte sich zunehmend auch als Regisseur. Seit 1980 benutzt er oftmals das Pseudonym Samuel Weil.

## Filmografie (Auswahl)
DB = Drehbuchautor; P = Produzent; R = Regisseur; S = Schauspieler
- 1974: Haus des Todes, (Silent Night, Bloody Night) – P
- 1976: Rocky, (Rocky) – S
- 1978: Mit dir in einer großen Stadt, (Slow Dancing in the Big City) – S
- 1980: Der letzte Countdown, (The Final Countdown) – P, S
- 1980: Muttertag, (Mother's Day) – P
- 1980: Hot Balls, (Squeeze Day) – P, R, S
- 1982: Die Chaotenkneipe, (Waitress!) – R, P
- 1983: Brust oder Schenkel, (Stuck on You!) – DB, R, P
- 1985: Atomic Hero, (The Toxic Avenger) – DB, R, P
- 1986: Das Horror-Lyzeum, (Girls School Screamers) – P
- 1987: Unschuldig gefangen, (Lust for Freedom) – P
- 1988: Club War, (Troma's War) – DB, R
- 1989: Atomic Hero 2, (The Toxic Avenger, Part 2) – DB, R, P, S
- 1990: Rocky V, (Rocky V) – S
- 1989: Toxie’s letzte Schlacht, (The Toxic Avenger, Part 3: The Last Temptation of Toxie) – DB, R, P
- 1990: Sgt. Kabukiman – New York Police Department (Sgt. Kabukiman N.Y.P.D) – DB, R, P
- 1990: Wahnsinns-Trip (Class of Nuke ’Em High 2) – DB (mit Cark Morano, Matt Unger, Eric Louzil, Marcus Roling und Jeffrey W. Sass), P
- 1994: Class of Nuke'Em High 3 – Zwei verstrahlte Halunken (Class of Nuke’em High 3: The Good, The Bad and the Subhumanoid) – DB, P
- 1996: Tromeo und Julia, (Tromeo and Juliet) – DB, R, P, S
- 1999: Terror Firmer, (Terror Firmer) – R, P, S
- 2000: Atomic Hero 4 (Citizen Toxie: The Toxic Avenger IV) – DB, R, P
- 2003: Nikos, the Impaler – S
- 2004: Punk Rock Splatter Massacre (Punk Rock Holocaust) – S
- 2006: Slither – S
- 2007: Poultrygeist: Night of the Chicken Dead – S, R, DB, P
- 2009: Hanger – S
- 2009: Gamer – S
- 2009: Crank 2: High Voltage – S
- 2009: Attack of the Tromaggot – S
- 2013: Return to Nuke 'Em High Volume 1 – R, P
- 2013: Big Ass Spider! – S
- 2014: Guardians of the Galaxy – S
- 2015: ABCs of Superheroes – S
- 2016: Sharknado 4 – S
- 2016: Spidarlings – P, S
- 2016: Grindsploitation – R
- 2017: Return to Nuke 'Em High Volume 2 – R
- 2021: The Suicide Squad – S
- 2023: Guardians of the Galaxy Vol. 3 – S
- 2023: The Toxic Avenger (2023) – P

## Auszeichnungen (Auswahl)
- 1997: Preis für sein Lebenswerk beim Raindance Film Festival
- 2003: Preis für sein Lebenswerk beim Fantastic Film Festival Amsterdam